# Crisis (musikalbum)
Crisis är post-hardcore-bandet Alexisonfires tredje studioalbum som släpptes den 22 augusti 2006. 
Omslaget till Crisis visar bilder från The Great Lake Blizzard 1977 som drabbade Niagararegionen och västra New York. Huvudomslagen är på en man med köldskador, en snöslunga som tar bort de stora mängderna snö och kala träd under snöstormen. Låttexten till sången "Crisis" är baserad på denna händelse.
| ”              | The temperature's through the floor, Your fingers are turning black. There's a crisis knocking at your door! 1-9-7-7! 1-9-7-7! | „ |
| – Alexisonfire | |   |

Låten "Boiled Frogs" handlar om hur sångaren Georges pappas chef försökte lura honom på hans pension.

## Låtlista
1. "Drunks, Lovers, Sinners and Saints" – 3:48
2. "This Could Be Anywhere in the World" – 4:03
3. "Mailbox Arson" – 3:31
4. "Boiled Frogs" – 3:57
5. "We Are the Sound" – 3:40
6. "You Burn First" – 2:40
7. "We Are the End" – 3:46
8. "Crisis" – 3:31
9. "Keep It on Wax" – 3:48
10. "To a Friend" – 3:15
11. "Rough Hands" – 5:30

Bonuslåtar
1. "My God Is a Reasonable Man" – 3:04
2. "Thrones" – 4:16